# Smerdis
Smerdis (perzijsko Bardija), perzijski kralj (šahinšah), * ??? , † 522 pr. n. št., uzurpator Gaumata pod njegovim imenom namesto njega vladal leta 521 pr. n. št.
Smerdis je prevzel grško ime Smerdis ali Smerd(i), ki se pojavilo v Alkajevih in Anakreonovih pesnitvah. Ktezij ga je imenoval Tonjoksark, Ksenofon, ki je prevzel Ktezijevo ime, Tanooksar, rimski zgodovinar iz 3. stoletja Junian Justin Mergis, Ajshil pa Mard(os).
Smerdis je bil mlajši sin Kira II. Starejšega Velikega, ki ga je, po Kteziju, na smrtni postelji imenoval za upravnika vzhodnih provinc. Preden je njegov starejši brat Kambiz II. odšel na pohod v Egipt, ga je leta 525 pr. n. št. skrivoma ubil, ker se je bal, da bi med njegovo odsotnostjo poskušal zanetiti upor (Darej I., Behistunski napis). Njegova smrt ljudstvu ni bila znana, tako da se je pomladi 522 pr. n. št. uzurpator Medijec Gaumata iz rodu magov, začel izdajati za Smerdisa in se proglasil za kralja na gori blizu perzijskega mesta Pišijavda.
Zaradi Kambizovega trinoškega vladanja in njegove dolge odsotnosti v Egiptu so »vsa ljudstva, Perzijci, Medijci in vsi drugi narodi« priznali uzurpatorja in še posebej zaradi tega, ker je dovolil odpustitev davkov za tri leta, kakor je navajal Herodot.
Kambiz mu je odšel nasproti, ko pa je videl, da je njegova namera brezupna, je marca 521 pr. n. št. naredil samomor. Kakor je zapisal Darej I., je bilo pravo ime uzurpatorja Gaumata. Bil je magijski duhovnik iz Medije. Njegovo ime je od Harona iz Lampsaka povzel Justin, vendar ne zanj, temveč za njegovega brata, ki ga je Herodot imenoval Patizeit, in, ki naj bi bil menda resnični zagovornik spletke. Pravo ime uzurpatorja naj bi bilo Oropast, Ktezij pa ga je imenoval Sfendadat.
Zgodovino lažnega Smerdisa sta po uradnem prepričanju izpričala Herodot in Ktezij. Kambiz je pred svojo smrtjo priznal umor svojega brata in javno pojasnil celotno prevaro. Kakor je zapisal Darej I. pa ni imel nihče poguma se zoperstaviti novemu kralju, ki je potem za sedem mesecev zavladal nad celotnim imperijem. V Babiloniji so našli nekaj sporazumov iz časa njegovega vladanja. Tu so njegovo ime zapisovali Barzija. Darej I. je zapisal, da je uničil nekaj templjev, ki jih je Darej ponovno zgradil. Smerdis je ljudem odvzel tudi črede in konje. Ne moremo natančno razumeti vseh pripetljajev, povezanih z njegovo prilastitvijo oblasti, vendar so propadli vsi dosedanji poskusi sodobnih piscev, ki so poskušali dokazati, da je bil Gaumata pravi Smerdis in Darej I. uzurpator. Zagotovo je znano, da je Smerdis prestavil sedež vlade v Medijo. V tamkajšnji trdnjavi v okrožju Nisaja so ga oktobra 521 pr. n. št. presenetili in ubili Darej I. in šest najodličnejših perzijskih plemičev.
Njegovo smrt so v Perziji vsako leto praznovali s praznikom z imenom »umor maga«. Med praznikom se po Herodu ni smel v javnosti pokazati noben magijski duhovnik.
Naslednje leto je v vzhodni Perziji proti Dareju I. nastopil še en lažni Smerdis - Vahjazdgta in požel velik uspeh. Na koncu so ga premagali, zaprli in usmrtili. Morda je bil to kralj Marafis, ki se je v Ajshilovem seznamu perzijskih kraljev pojavil kot naslednik.